# Silver Ring Thing
Silver Ring Thing to powstały w Stanach Zjednoczonych program wstrzemięźliwości seksualnej zachęcający nastolatków i młodzież do zachowywania czystości przedmałżeńskiej. Opiera się on na teologii chrześcijańskiej i, jak dotąd, finansowany jest ze środków federalnych USA (federal government).
Aby przyciągnąć współczesną młodzież, SRT organizuje eventy w stylu koncertów rockowo-hip-hopowych. Wydarzenia organizowane przez SRT charakteryzuje energetyczna muzyka, klubowe nagłośnienie i światła, wideoklipy muzyczne, skecze kabaretowe oraz oparte na wierze przesłanie wstrzemięźliwości. Podczas takiego wydarzenia, uczestnicy składają przysięgę czystości przedmałżeńskiej, wyrażoną przez zakup obrączki.
Krótko przed zakończeniem eventu, otrzymują oni swoje srebrne obrączki z wygrawerowanym wersetem Biblii, które noszą zazwyczaj na palcu serdecznym lewej dłoni. Werset pochodzi z Pierwszego Listu do Tesaloniczan 4, 3-4 i brzmi następująco: "Jest wolą Boga, abyście byli święci. Powstrzymajcie się od nierządu. Niech każdy z was wie, że własne ciało należy traktować z szacunkiem jako święte". Obrączki są symbolem przysięgi i przypominają o podjętej decyzji. Informują też innych, że osoba nosząca obrączkę SRT ślubowała czystość. Po założeniu obrączki, uczestnicy przysięgają zachowanie czystości przedmałżeńskiej.

## Historia
Silver Ring Thing założył w 1995 roku Denny Pattyn, ewangelikalny duszpasterz młodzieży z Yumy w Arizonie, jako sposób walki ze wzrastającym odsetkiem chorób wenerycznych oraz ciąż wśród nastolatków, jak również jako ochronę młodzieży przed tym, co założyciele uznawali za  wyraźnie amerykańską obsesję na punkcie niezdrowego (w przeciwieństwie do zgodnego z nauczeniem Kościoła) seksu, który, według Pattyna, był skutkiem rozwiązłości wywołanej przez rewolucję seksualną lat 60.
W roku 2000, Pattyn został Dyrektorem Generalnym John Guest Evangelistic Team w Sewickley w Pensylwanii, a wówczas SRT stało się częścią narodowego programu pomocy John Guest Team. SRT podaje, że od swego powstania do 2003 roku, zebrało ponad 25000 przyrzeczeń zachowania czystości przez młodzież, a Pattyn oświadczył, że SRT planuje, aby do 2010 roku obrączki SRT miało na palcu 2 miliony młodych ludzi.
Początkowo SRT było w całości finansowane ze źródeł prywatnych, ale od 2003 roku zaczęło otrzymywać pieniądze z federalnego programu dla inicjatyw religijnych. Do końca 2004, SRT uzyskało ponad 1 100 000 USD z funduszy rządowych.
W roku 2004 SRT rozszerzyło swą działalność na Wyspy Brytyjskie, jednak z różnym skutkiem. Część brytyjskich nastolatków przyjęła przesłanie wstrzemięźliwości seksualnej, część zaś odrzuciła je i wyśmiała jako anty-seksualne i niewykonalne. Krytycy twierdzili, że dobre przyjęcie SRT na Wyspach wydaje się mało prawdopodobne ze względu na odmienne poglądy Brytyjczyków na seksualność i edukację w tym zakresie. Jednakże, asystentka Dyrektora ds. UK, Denise Pfeiffer, powiedziała, że w Wielka Brytania naprawdę potrzebuje takiego ruchu, aby ograniczyć, jak to określiła, wciąż rosnący odsetek chorób przenoszonych drogą płciową oraz ciąż wśród nastolatek, najwyższy w Europie Zachodniej.